# Florida (comté de Montgomery, New York)
Pour les articles homonymes, voir Florida.
Florida est une ville du comté de Montgomery, dans l'État de New York, aux États-Unis,. En 2010, elle comptait une population de 2 696 habitants.

## Démographie
Lors du recensement de 2010, la ville comptait une population de 2 696 habitants. Elle est estimée, en 2016, à 2 719 habitants.